# Império do Gana
O Império do Gana, Reino do Gana ou Império de Uagadu foi um antigo império que dominou a África Ocidental durante a Idade Média. Era localizado entre o deserto do Saara e os rios Níger e Senegal, muito para norte do atual país chamado Gana.
O império não tinha nome, então passou a ser chamado de "Gana" (que significa "chefe guerreiro"), o qual na verdade era o título do líder desse Império. Foi provavelmente fundado durante a década de 300, desde essa data até 770, os seus primeiros governantes constituíram a dinastia dos Magas, uma família berbere, apesar de o seu povo súdito ser constituído por negros das tribos soninquês. Em 770, os Magas foram derrubados pelos soninquês, e o império expandiu-se grandemente sob o domínio de Caia Magã Cissé, que foi rei cerca de 790.
Nessa altura, o Império do Gana começou a adquirir uma reputação de ser uma terra de ouro. Atingiu o máximo da sua glória durante os anos 900 e atraiu a atenção dos árabes. Depois de muitos anos de luta, a dinastia dos Almorávidas berberes subiu ao poder, embora não o tenha conservado durante muito tempo. O império entrou em declínio e, em 1240, foi destruído pelo  império do Mali.
Os soninquês habitavam a região ao sul do deserto do Saara. Este povo estava organizado em tribos que constituíam um grande império. Este império era comandado por reis conhecidos como caia-magas. Viviam da criação de animais, da agricultura e da pesca. Habitavam uma região com grandes reservas de ouro. Extraíam o ouro para trocar por outros produtos com os povos do deserto (berberes). A região de Gana tornou-se, com o tempo, uma área de intenso comércio. Os habitantes do império deviam pagar impostos para a nobreza, que era formada pelo caia-magas, seus parentes e amigos. Um exército poderoso fazia a proteção das terras e do comércio que era praticado na região. Além de pagar impostos, as aldeias deviam contribuir com soldados e lavradores, que trabalhavam nas terras da nobreza.

## Origens

### Dinga Cissé
Ninguém tem certeza sobre quando Uagadu surgiu exatamente. Mas, por volta do início do primeiro milênio, pensa-se que alguns clãs dos soninquês (no moderno Senegal) se reuniu sob um líder com status semidivino chamado Dinga Cissé. Existem diferentes relatos sobre quem ele era, mas todos enfatizam que ele era um forasteiro que veio de longe. É provável que esta federação de soninquês tenha sido formada possivelmente em resposta aos ataques de invasores nômades, que, sofrendo com a seca, procuravam um novo território. Essa federação soninquê se localizava a oeste do que era oi Reino de Tacrur, no vale do Senegal. Estava ligada ao norte através de uma rota costeira levando ao Marrocos através de Sijilmassa.

### Escritos encontrados
As origens do Reino do Gana têm sido, muitas vezes, marcadas por contradições entre interpretações etno-históricas, bem como entre os achados arqueológicos. As primeiras discussões sobre as suas origens são encontradas nas crônicas sudanesas de Mamude Cati e Abderramão Alçadi. De acordo com Tarikh Kati de Alfataxe, em uma seção provavelmente composta pelo autor em torno de 1580, mas citando a autoridade do juiz-chefe de Massina, Ida Massini, que viveu um pouco mais cedo, vinte Ganas (Reis) governaram Uagadu antes da vinda do Profeta, e o Império do Gana durou até ao século seguinte. Ao tratar a origem dos governantes, o Tarikh al-Fattash oferece três diferentes opiniões: que eram uacuris (soninquês); que foram uangaras (mandês); que descendiam dos berberes sanhajas. Embora versões mais antigas, como a de Dreses (século XI) e a ibne Saíde (século XIII), digam que os governantes do império diziam descender de Maomé, de seu protetor Abu Talibe ou de seu genro Ali.
Kati diz que 22 Ganas (Reis) governaram antes da Hégira e 22 depois. Embora estas primeiras opiniões levem a muitas interpretações exóticas da origem de Uagadu, essas opiniões são geralmente menosprezadas pelos estudiosos. Levtzion e Spaulding, por exemplo, argumentam que o depoimento de Dreses deveria ser olhado de forma muito crítica devido a erros de cálculo em geografia e cronologia histórica. Além disso, o arqueólogo e historiador Raymond Mauny argumenta que as versões de Alcati e de Alçadi de uma origem estrangeira não podem ser consideradas confiáveis. Ele argumenta que as interpretações foram baseadas na presença posterior (depois do colapso do império) de intrusos nômades, na suposição de que eles eram a casta histórica, e que os escritores não abordaram relatos contemporâneos tais como os de Iacubi (872) Almaçudi (c. 944), Ibne Haucal (c. 977), Albiruni (c. 1036), bem como Albacri, todos descrevendo a população e os governantes de Gana como "negros".

### Tradição Oral
No final do século XIX, quando as forças francesas ocuparam a região do antigo Reino do Gana, funcionários coloniais começaram a coletar contos tradicionais, incluindo alguns manuscritos escritos em árabe no início do século. Várias tradições foram gravadas e publicadas. Embora existam variantes, estas tradições antigas falavam de Uagadu, ou o "lugar dos Uagos", o termo corrente no século XIX para a nobreza local. As tradições descreviam o Reino como tendo sido fundado por um homem chamado Dinga, que "veio do leste", após o que ele migrou para uma variedade de locais no Sudão ocidental. Em cada lugar, deixou crianças de esposas diferentes. A fim de alcançar o poder, em seu destino final ele teve que matar um duende, e depois casar com suas filhas, que se tornaram ancestrais dos clãs que eram dominantes na região na época do registro da tradição. Após a morte de Dinga, seus dois filhos, Quine e Diabe, disputaram a coroa, e Diabe foi vitorioso.

### Contribuição Arqueológica
A pesquisa arqueológica demorou a entrar em cena. Enquanto arqueólogos franceses acreditavam que tinham localizado a capital Cumbi-Salé em 1920 quando localizaram ruínas de pedra na extensa área dada na maioria das fontes como sendo a capital, e outros argumentavam que os cemitérios na área da dobra do rio Níger podiam estar ligados ao império, foi só em 1969, quando Patrick Munson escavou em Dar Tichite, na moderna Mauritânia, que a possibilidade de uma origem inteiramente local foi cogitada. O sítio de Dar Tichite tinha claramente se tornado uma civilização complexa por volta de 1 600 a.C. e tinha construções arquitetônicas e elementos culturais que pareciam coincidir com a escavação em Cumbi-Salé. o reino de Gama foi trazida por Portugal e Portugal gero África 
Em trabalhos mais recentes em Dar Tichite, e depois em Dar Nema e Ualata Dar, tornou-se cada vez mais claro que, com o o avanço do deserto, a cultura Dar Tichite (que tinha abandonado seus primeiros sítios em torno de 300 a.C., possivelmente devido à pressão de nômades do deserto, mas também por causa da aridez crescente) mudou-se para o sul, para as áreas ainda bem úmidas do norte do Mali. Esta agora parece ser a história da sociedade complexa de Cumbi-Salé.

## Cumbi-Salé
A capital do império deve ter sido Cumbi-Salé, na borda do deserto do Saara. De acordo com a descrição da cidade deixada por Albacri em 1067, a capital era, na verdade, duas cidades a seis milhas de distância, mas "entre estas duas cidades há habitações ", de modo que se poderia dizer que elas se fundiram em uma única cidade.

### Seção el-Gaba
De acordo com a Albacri, a maior parte da cidade foi chamada de Gaba, tendo sido residência do rei. Ela estava protegida por um muro de pedra e funcionou como a capital real e espiritual do império. Continha um bosque sagrado de árvores utilizados pelos soninquês para ritos religiosos em que os sacerdotes comandavam. Também havia o palácio do rei, a mais grandiosa estrutura na cidade, rodeada por outros "edifícios de cúpula". Houve, também, uma mesquita para funcionários religiosos ("el-Gaba", coincidentemente ou não, significa "floresta", em árabe).

### Seção dos muçulmanos
O nome da outra seção da cidade não é registrado. Foi cercado por poços com água doce, onde vegetais foram cultivados. Era habitada quase inteiramente por árabes e muçulmanos berberes, junto com doze mesquitas, uma dos quais foi designada para as orações da sexta-feira, possuindo um grupo grande de estudiosos, escribas e juristas islâmicos. Devido ao fato de a maioria destes muçulmanos ser comerciante, esta parte da cidade foi, provavelmente, a sua área de negócios principal.

## Economia

### Comércio transaariano
A introdução do dromedário, que precedeu os muçulmanos e o Islã em vários séculos, trouxe uma mudança gradual no comércio e, pela primeira vez, o ouro, marfim, sal e os recursos da região puderam ser enviados ao norte e ao leste, para o norte da África, Oriente Médio e Europa, em troca de bens manufaturados.
O império enriqueceu com o comércio transaariano em ouro e sal. Este comércio produziu um superávite crescente, permitindo maiores centros urbanos. Também incentivou a expansão territorial para ganhar controle sobre as rotas de comércio.
A primeira menção escrita sobre o reino vem na língua árabe, em fontes de algum tempo após a conquista do norte da África pelos muçulmanos, quando geógrafos começaram a compilar notas do mundo conhecido em torno de 800. As fontes para os períodos anteriores são reticentes quanto ao seu governo, sociedade ou cultura, embora elas descrevam a sua localização e as suas relações comerciais. O estudioso de cordovês Albacri coletou histórias de viajantes da região e deu uma descrição detalhada do reino em 1067/1068. Ele alegou que o Gana poderia "colocar 200 000 homens para o campo, mais de 40 000 deles arqueiros" e notou que também tinham forças de cavalaria.
A maioria das nossas informações sobre a economia do império do Gana vem de comerciantes e, portanto, sabemos mais sobre os aspectos comerciais da sua economia e menos sobre a maneira como os governantes e nobres tributavam. Albacri observou que os comerciantes tinham de pagar um imposto em dinar de ouro sobre as importações de sal, e dois sobre as exportações de sal. Outros produtos de impostos fixos eram o cobre e outros bens. Importações provavelmente incluíam produtos como os têxteis, ornamentos e outros materiais. Muitos dos antigos produtos artesanais de couro encontrados em Marrocos podem ter suas origens no Império do Gana. 
O centro principal do comércio foi Cumbi-Salé. O rei firmou controle sobre todas as pepitas de ouro e permitiu que outras pessoas tivessem posses apenas em ouro em pó. Além da influência exercida pelo rei para regiões locais, o tributo também foi recebido de vários estados tributários e chefias para as periferias do império. A introdução do camelo desempenhou um papel fundamental no sucesso dos soninquês, permitindo que os produtos e bens fossem transportados de forma muito mais eficiente em todo o Saara. Esses fatores ajudaram o império a continuar poderoso por muito tempo, proporcionando uma economia rica e estável que duraria por vários séculos.

### Ouro
O que está claro é que o poder imperial era devido principalmente à riqueza em ouro. E a introdução do dromedário no comércio transaariano impulsionou a quantidade de mercadorias que podiam ser transportadas.
A maior parte do nosso conhecimento do império do Gana vem de escritores árabes. Alhandani, por exemplo, descreve o Gana como tendo as minas mais ricas de ouro na terra, que estavam situadas em Bambuque, na porção superior do rio Senegal. Os soninquês também vendiam escravos, sal e cobre, em troca de tecidos, missangas e produtos acabados. A capital, Cumbi-Salé, se tornou o foco de todo o comércio, com uma forma sistemática de tributação. Mais tarde, Audagoste se tornou outro centro comercial importante do império.

### Sacrifícios
A riqueza de Gana era também explicada miticamente através da história de Biida, a serpente negra. Esta serpente exigia um sacrifício anual em troca de garantir a prosperidade do reino. Todos os anos, uma virgem era oferecida, até que, um ano, o noivo da vítima (seu nome era Mamadou Sarolle) a resgatou. Privado do seu sacrifício, Biida teve a sua vingança sobre a região. Uma terrível seca tomou conta de Uagadu e a mineração de ouro entrou em declínio.
Os arqueólogos encontraram provas que confirmam elementos da história, mostrando que, até ao século XII, ovelhas, vacas e cabras eram abundantes na região, mas, depois, apenas os mais resistentes, as cabras, continuaram a existir.

## Geografia
Apesar do nome, o antigo Império do Gana não é geograficamente relacionado com o moderno Gana. Ficava a cerca de 400 milhas ao noroeste da atual Gana. Gana antiga englobava o que é, hoje, o Mali e o sul da Mauritânia.